# 鬼虫兵庫
鬼虫 兵庫（おにむし ひょうご）は、日本の作家、インディーゲーム制作者。島根県出身。

## 作品リスト
- バガラバⅠ -Bagalaba- 皆殺しの霧街（2009年）
- シロナガス島への帰還（2020年）
- シロナガス島への帰還 異聞 ～豪華列車シロナガスエクスプレス～（2022年）
- 遙かなる円形世界（仮題）
- シロナガス島への帰還 上（2023年、KADOKAWA）
- シロナガス島への帰還 下（2023年、KADOKAWA）